# Herb gminy Stary Lubotyń
Herb gminy Stary Lubotyń – jeden z symboli gminy Stary Lubotyń, autorstwa Andrzeja Podreza, ustanowiony 6 sierpnia 2009.

## Wygląd i symbolika
Herb przedstawia na tarczy w polu zielonym dwa krzyże procesyjne; prawy zakończony słońcem, lewy księżycem rogami w prawo i w górę, złote. Po ich prawej stronie dwa kłosy zboża w pas, złote, zaś po lewej – takaż ostroga gwiazdką w górę.
Elementy herbu przypominają o przynależności wsi gminy do różnych właścicieli w przeszłości. Dwa krzyże procesyjne symbolizują kanoników regularnych z Czerwieńska, będących w posiadaniu Koskowa, Rząśnika, Starego Lubotynia i Starego Turobina. Kłosy oznaczają wioski włościańskie (Klimonty i Stare Rogowo), a także obecny, rolniczy charakter gminy. Ostroga odnosi się do szlacheckich posiadaczy ziemskich, którzy dzierżyli wioski Budziszki, Chmielewo, Gawki, Gniazdowo, Gumowo, Kosewo, Podbiele, Rabędy, Sulęcin Szlachecki, Świerże, Żochowo i Żyłowo.